# Clinocentrus fumiferanae
Clinocentrus fumiferanae är en stekelart som beskrevs av Muesebeck 1965. Clinocentrus fumiferanae ingår i släktet Clinocentrus och familjen bracksteklar. Inga underarter finns listade i Catalogue of Life.